# اوسکوئرت
اوسکوئرت (به هلندی: Usquert) یک منطقهٔ مسکونی در هلند است که در ایمس‌موند واقع شده‌است. اوسکوئرت ۱٬۳۳۰ نفر جمعیت دارد.